# غریب‌آباد (دزفول)
غریب‌آباد روستایی در دهستان سردشت بخش سردشت شهرستان دزفول استان خوزستان ایران است.

## جمعیت
بر پایه سرشماری عمومی نفوس و مسکن در سال ۱۳۹۵ جمعیت این مکان ۳۷ نفر (۸خانوار) بوده‌است.